# Кучерявоволодимирівка
Кучерявоволоди́мирівка — село в Україні, у Чаплинській селищній громаді Каховського району Херсонської області. Населення становить 713 осіб.

## Історія
12 червня 2020 року, відповідно до Розпорядження Кабінету Міністрів України від № 726-р «Про визначення адміністративних центрів та затвердження територій територіальних громад Херсонської області», увійшло до складу Чаплинської селищної громади.
19 липня 2020 року, в результаті адміністративно-територіальної реформи та ліквідації Чаплинського району, село увійшло до складу новоутвореного Каховського району.
24 лютого 2022 року село тимчасово окуповане російськими військами під час російсько-української війни.

## Населення
Згідно з переписом УРСР 1989 року чисельність наявного населення села становила 678 осіб, з яких 328 чоловіків та 350 жінок.
За переписом населення України 2001 року в селі мешкало 706 осіб.

### Мова
Розподіл населення за рідною мовою за даними перепису 2001 року:
| Мова       | Відсоток |
| ---------- | -------- |
| українська | 94,67 %  |
| молдовська | 3,65 %   |
| російська  | 1,40 %   |
| болгарська | 0,28 %   |

## Персоналі
У селі народився:
- Філенко Леонід Іванович (1941—2003) — український радянський архітектор.